# Daniel Jelinek
Daniel Peter Jelinek, född 6 oktober 1974, är en svensk bildproducent. Han är anställd på Sveriges Television. 
Han har bland annat arbetat med Melodifestivalen 2007-2013, Allsång på Skansen 2004-2012, Valvakan och partiledardebatt 2010 och 2006, Världens Barn-galan 2009-2012, Nobelprisutdelningen 2008-2012, Big 4 – direktsänd hårdrockkonsert med bland annat Metallica från Ullevi 2011, Eurovision Song Contest 2013, 2016 och 2021 samt Junior Eurovision Song Contest 2010, 2011, 2018 och 2024. 